# Rasmus Pedersen Milling
Rasmus Pedersen Milling (født 21. september 1811 i Horne ved Faaborg, død 21. december 1873) var en dansk politiker.
Han var eneste søn af gårdfæster Peder Pedersen (1773-1830), overtog 1838 fødegården i fæste og var 1842-44 samt på ny 1848-53 medlem af sogneforstanderskabet og 1856-62 af Svendborg Amtsråd. Han stillede sig 1849 forgæves til folketingsvalg i Faaborgkredsen (imod C.C.G. Andræ), men valgtes her 1852 og genvalgtes i februar 1853. Han stemte imod Toldloven og var derefter en af de 4 fynske bønder, der under valgkampen fulgte Balthazar Christensen på hans møder på Fyn og talte imod ham.
Derimod afholdt han sig fra stemmegivning i arvefølgesagen og stillede ikke op ved de nye valg i maj 1853. Han valgtes 1859 til Landstinget og sad her indtil 1866; hørte til Bondevennerne og stemte imod den nye grundlov. Allerede 1852 tog han ordet for tvungen fæsteafløsning og udtalte den mening, at bønderne gerne ville vende tilbage fra Rigsdagen til deres plov, når den sag blot var blevet ordnet. Også i Landstinget talte han varmt for fæsternes rettigheder og tilraadede tillige tiendens afløsning. Krænket over, at han 1866 ikke valgtes på ny til Landstinget, og misnøjet med Oktoberforeningens færd skilte han sig senere fra Venstre og optrådte kort før sin død bestemt imod det. Han var et klart hoved og ualmindelig veltalende. Døde 21. december 1873.
Milling ægtede 1834 husfæster og smed Lars Jørgensens datter Johanne (1813-1894).